# Geithusa
Geithusa is een geslacht van kreeftachtigen uit de klasse van de Malacostraca (hogere kreeftachtigen).

## Soorten
- Geithusa lentiginosa Ng, 1992
- Geithusa pulchra Ng, 1989